# 反台獨情緒

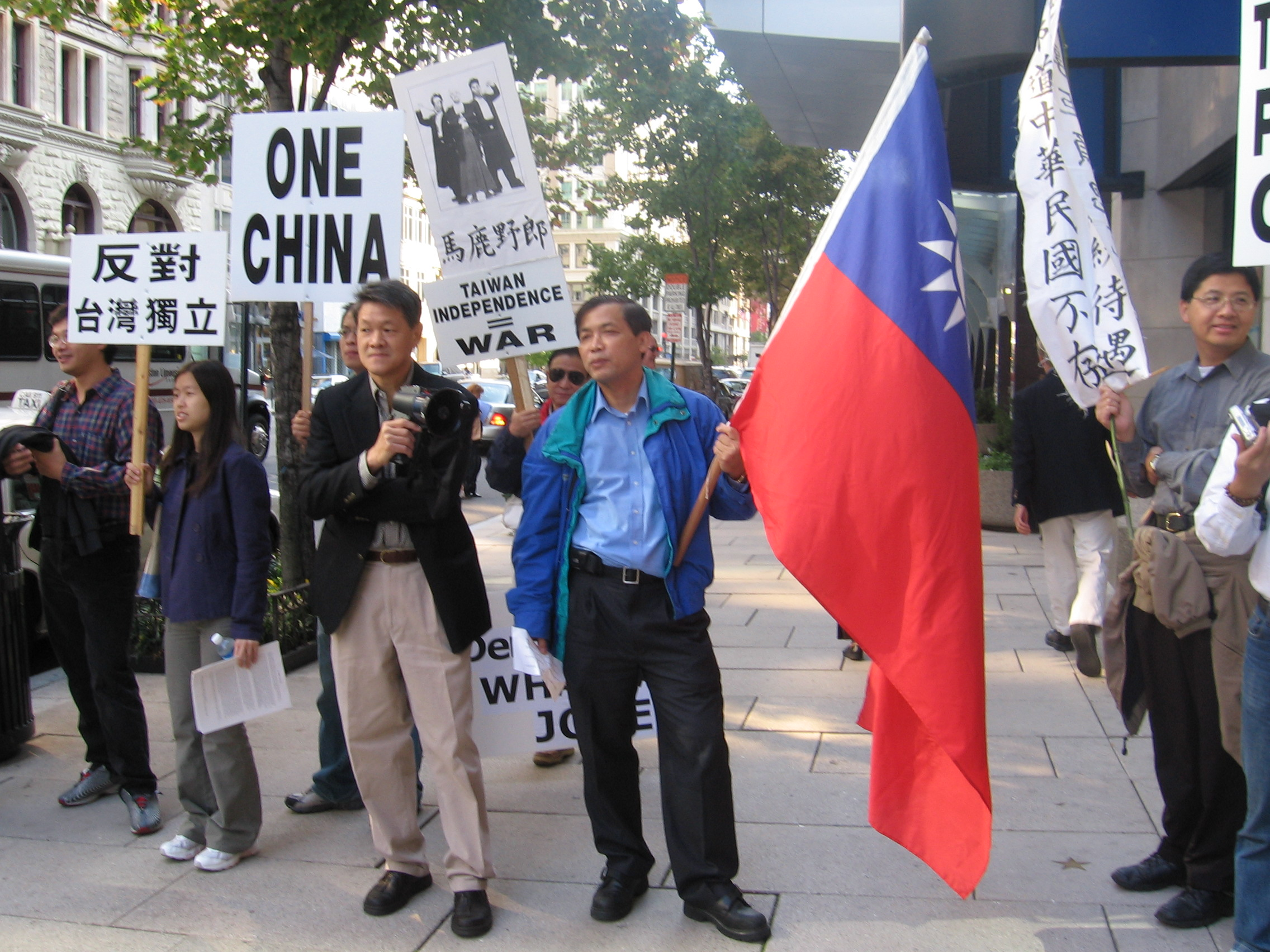
反台独人士手持中華民國國旗與前總統李登輝身著日本和服的照片，在美国首都华盛顿特區，李登辉訪美時下榻的宾馆前抗议。（摄于2005年10月20日）

反台獨情緒，指反對“臺灣獨立”、支持“中国统一”的情绪。持反台獨情緒的人士称为“反台獨人士”或“统派”。支持台独的人士称为獨派人士，主要是是台灣泛綠與親臺獨派媒體（民視公司、自由時報、三立公司等）。
因台湾政府反對一個中國原則，走向台獨建國、文化台獨、一中一台、兩個中國、兩國論與去中國化路線，使得兩岸關係日益緊張。而台獨支持者反對中華民國存在，主張以台灣國取而代之，並制立新憲法而不再用《中華民國憲法》。同時，中華民國政府也面臨到國民意識形態的問題。有观点认为：台灣是否能與中華畫上等號，第一步應消除反感甚至恐懼、猜忌、偏見與仇恨言論。
反台獨情緒一些來自中國民族主義者，但也有一些只是單純出自現實考量否定台獨之人士。反台獨人士種類大致上分為:親共派、中華民國派及依現實狀況而反對台獨之人士。目前主要團體為泛藍、統派、中國共產黨、香港建制派（包括親共團體）及親國民黨團體、澳門建制派、海外親中人士等，並且反對其他大中華分離主義運動，部分同時也抱持反美與反日的態度。

## 法律依据
《中華民國憲法》

## 界定

### 反台獨
反台獨立場（英語：Opposition to Taiwan independence），是主張一個中國原則，反對台灣獨立的論述，通常由國家領導人、政府機構發言人及政黨領袖宣佈，或是使用在法律條文中。此論述也是中國共產黨與統派團體的立場，但不等同於反台獨情緒。
中国大陆是两岸三地以及华人世界中，最大的单一文化产业市场。因经济原因，以演员、歌手、导演为代表的台湾籍演艺人士在中国大陆工作是为常见。个人因政治立场问题，引起大陆官方封杀、民间抵制亦非罕见。此类封杀、抵制亦被两岸舆论关注。台湾歌手张惠妹在2000年因演唱中华民国国歌被中国大陆官方短暂的封杀。
2014年反服贸运动后，对于持反服贸立场的台湾艺人，大陆网友通常定性为“台独”。2016年電影《沒有別的愛》演員撤換事件即是由此引发。事件中，鳳凰網舉辦投票活動，調查顯示高達42萬左右的中國網友，選擇堅決抵制台獨藝人的立場。导演瞿友宁亦因支持反服贸等缘由，被定性为“台独”。自2017年起，大陆网友对他进行了数年的抵制、举报。终于，在2019年爆发电视剧《亲爱的，热爱的》地图事件。台湾学者范世平将网友对涉及台独问题的台湾艺人的抵制，形容为“阶级斗争”手法，即“挂牌子、戴帽子、打棍子”。
2019年1月2日，中共中央总书记习近平在《告台湾同胞书》发表40周年纪念会时，重申坚决反对“台独”分裂的严正立场。

### 不支持台獨
不支持台獨（英語：Do NOT support Taiwan independence），是指未表達反對台獨立場，採取不支持的立場，也是美國政府和中國國民黨的立場。这种不统、不独的立场，被中国大陆归于隐性台独。

### 反台灣
反台（英語：Opposition to Taiwan）是指對於台灣人與台灣文化的厭惡和反感情緒。由于台湾诈骗集团让全球多国民众遭受经济损失，让台湾名誉受损。在海峽兩岸關係當中，國民黨台北市議員羅智強與前立法委員邱毅認為是中國大陸人民對反台獨情緒的延伸。网络时代，涉及台湾问题、国族认同的各类事件层出不尽，更触发两岸民众的对立情绪。
2016年6月15日，中共中央台灣工作辦公室表示大陸民間不存在反台灣情緒只「反台獨」。当年，即有作者认为，中国大陆民众对台湾的尊重与好感早已迅速流失。而伴随着反台独，反台情绪日益高涨。“只反台独、不反台湾”在将来可能沦为空洞的政治正确。但台湾方面，并未意识中国大陆存在的反台情绪。2019年8月，发生电视剧《亲爱的，热爱的》地图事件后，有作者认为，大陆民众对瞿友宁的“起底”，表明对台民意早已改变。中国大陆政府对台姑息与迁就，并不能弥合两岸民众的关系，将来，更无力管控大陆民众高涨的反台独（反台）情绪。

## 反台独言論
2009年12月8日，時任行政院院長吳敦義接受採訪兩岸議題時說，「臺灣要統人家沒能力，被統不願意，搞獨立沒必要；搞到內部分裂，外面有危機，只有不負責任的人或白痴，才會覺得應該搞一個獨立國。」隨後吳敦義馬上為「白痴」二字表示收回並致歉，表示這二字有違他和平圓融的看法。
2000年中華民國總統選舉前夕，時任中华人民共和国国务院总理朱鎔基表示：「誰要是敢搞台灣獨立，你就沒有好下場」。
2014年2月，兩岸和平發展論壇召集人吳榮元針對課綱批評：「同心圓史觀、皇民史觀、台獨史觀，都旨在刻意迴避兩岸同屬一個中國的法理與歷史事實」。
2015年7月，新黨主席郁慕明於臉書上批評：「在台灣共和國沒成立前，台灣就是中國領土；不愛中國的台獨份子，你們才應該離開中國」。
2015年8月，黃智賢於臉書上批評反課綱學生是「違法的台獨娃娃兵」。同月，中國國民黨邱毅批評：「蔡英文就是李登輝媚日台獨路線的繼承者」。
2015年11月23日，黃安指稱周子瑜是：「拿台灣國護照，舉中華民國國旗，認日本是親爹」，因而造成周子瑜國旗事件，當時正好遇到2016年中華民國總統選舉，當時不分黨派一致支持周子瑜舉中華民國國旗。隨後發生中国大陆网民“出征”Facebook事件，主要針對有關泛綠的Facebook首頁，大量發布評論。
2016年5月，民國黨黨員張誠接受《中國評論通訊社》專訪批評：「拿台獨勢力努力要成為日本的一部分」。
2016年6月，臺灣高中課程綱要微調案召集人王曉波批評：「98課綱是徹底的日本皇民化思想，目的是去中國化，邁向文化台獨，文化台獨是民進黨在配合美國搞愚民政策」。
2016年7月，桃園火燒車事件，邱毅批評：「蘇姓司機就是被台獨洗腦成功的怪胎」。
2016年8月，中華人民共和國最高人民檢察院以及共青團中央在微博發布《警惕顏色革命》的影片，聲稱：「藏獨、疆獨、港獨、台獨，以及異見領袖、死磕律師等西方勢力代理人，正不擇手段地破壞著中國國內的穩定與和諧」。
2016年10月，黃智賢於臉書上批評：「台獨基本教義派，是以日本皇民自居」。同月，中華人民共和國官媒《新華社》撰文發表《關於一種新型獨瘤的診斷書》，內容為批評時代力量。
2016年11月，國民黨的蔡正元批評：「台獨份子都是躲避兵役的共犯」。
2016年12月，中華人民共和國官媒《環球時報》社論批評：「應該抓幾個台獨死硬分子，來大陸進監獄」。
2017年1月，前海協會原副會長王在希批評：「台獨還能囂張多久」。
2017年4月16日，邱毅在臉書批評：「八田與一雕像被斷頭，馬上引起台獨義賊和米蟲的一片聲討」。
2017年中國人民解放軍建軍90周年，中共中央總書記兼中央軍委主席習近平警告「台獨」：「絕不允許領土分裂」。
2017年9月2日，許歷農發表一封名為「99高齡老人的真心話」的公開信，說明近10多年來他不再反共，還致力於「促統」的原因。信中指出，自從鄧小平推動「改革開放」以來，中國大陸已經完全放棄共產主義，并且摸索、尋找出一條有效的治國方案——中国特色社会主义。信中列举中国特色社会主义的作為和成就，并且认为今天中國大陸的思想和作為，完全符合正常國家發展的原則，對兩岸亦屬有利，當年反共的理由，早已不復存在。而关于“促统”，信中认为，統一是中華民國憲法一貫追求的目標，“反攻大陸”、“光復大陸國土”、“為中華民國生存發展而戰”等当年的口号都是追求國家統一的具體主張，“台獨”不僅在主觀上（血緣、文化）不應該，更在客觀上（相對形勢）亦不可能。
2017年12月7日，《環球時報》社論批評：「台獨勢力實際上已是被拴在門柱上，關進籠子裡的一隻狗」。
2018年1月31日，孙文学校总校长、國立臺灣大學政治学系教授张亚中指出，“台独”分子为了满足其狭隘的意识形态，不惜以摧毁台湾下一代的国族认同为代价。“如今，民进党当局食髓知味，要用‘去中国史’的方法，让下一代对中华史观彻底感到陌生与疏离，太天真了。”
2021年7月3日，中共中央台湾工作办公室发言人朱凤莲表示，民进党上台以来，拒不承认“九二共识”，单方面破坏两岸共同政治基础，依附外部势力，煽动两岸对抗，操弄“反中仇中”，谋求“台独”分裂，导致两岸关系紧张动荡，严重损害两岸同胞特别是台湾同胞的切身利益，严重损害中华民族的根本利益。民进党施政无能，造谣有术，打压异己，钳制言论，欺骗民众，操控舆论，致使今日之台湾，疫情蔓延、水旱叠加、能源紧缺、空污弥漫、“莱猪”输台、黑道乱政、权钱交易、人祸不断、民生哀怨，“绿色恐怖”横行，民众道路以目，已造成天怒人怨。